# 道の駅上田 道と川の駅
道の駅上田 道と川の駅（みちのえき うえだ みちとかわのえき）は、長野県上田市にある国道18号の道の駅である。
2001年6月13日、計画が頓挫。
2002年4月「川の駅」のみ供用開始。
2010年4月1日国道18号上田坂城バイパス開通と共に「道の駅」が開駅。

## 施設
- 駐車場
  - 小型車 66台、大型車 25台、身障者用 2台
  - 二輪車駐輪場
- トイレ、バリアフリートイレ
- 無料休憩コーナー
- 情報コーナー
- 公衆電話、Free WiFi
- 交流センター
- 【防災拠点機能】防災拠点駐車場指定、防災ヘリポート、防災倉庫、非常用発電機
- 【子育て応援機能】授乳室（開館中のみ）、おむつ自販機
- ドッグラン

## 休館日
- 年中無休

## アクセス
- 国道18号（上田坂城バイパス） - 登録路線
  - 国道143号
- JR北陸新幹線・しなの鉄道・別所線 上田駅／
  - 千曲バス「上田駅」⇒「下秋和車庫」(高速バス終始点)徒歩21分
- しなの鉄道西上田駅／徒歩37分

## 周辺
- 上田古戦場公園
- 長野県営上田野球場

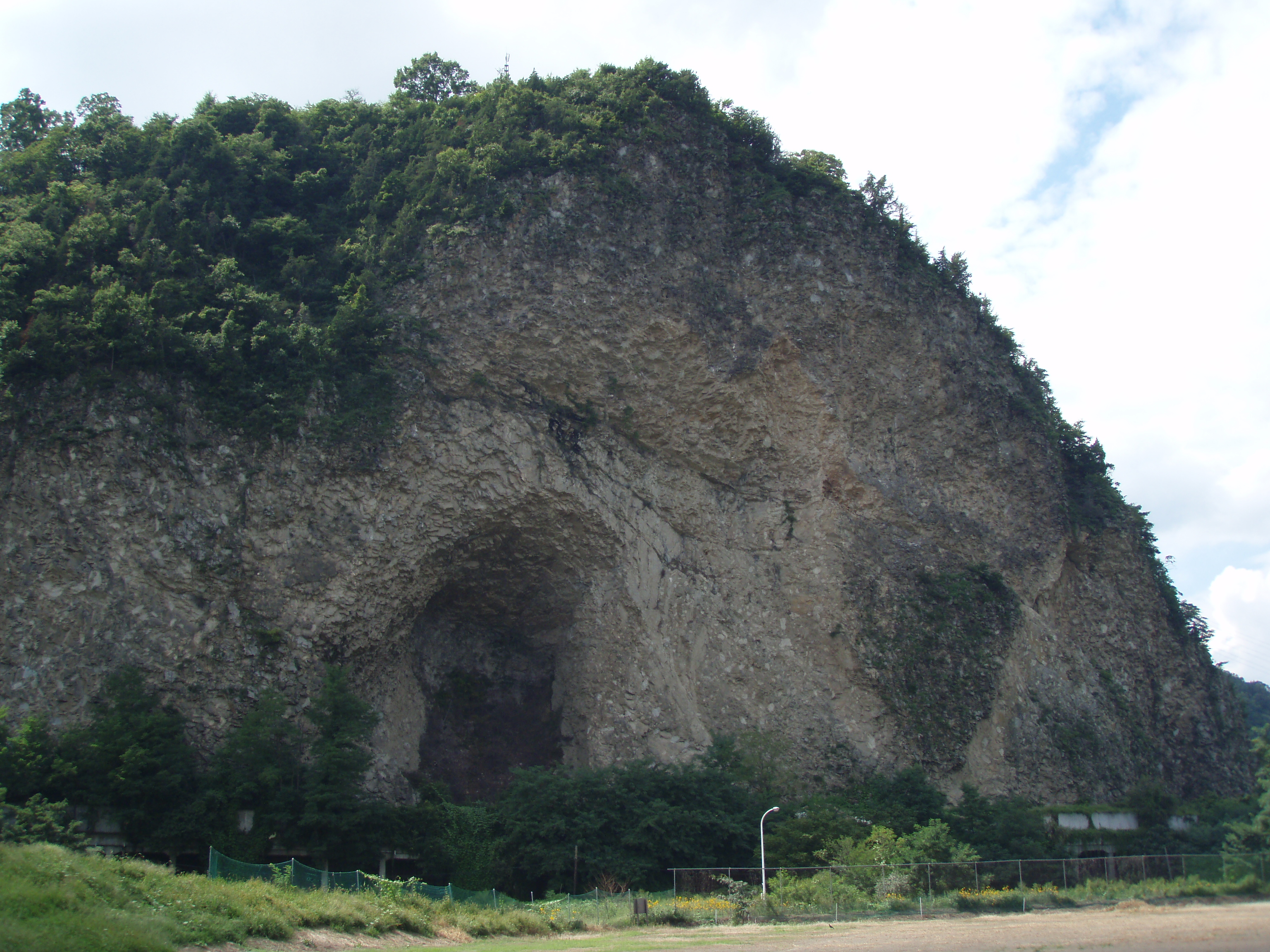
半過岩鼻

- 岩鼻／千曲公園(展望台) - 唐猫伝説がある
- しなの鉄道 西上田駅